# Dejan Jaković
Dejan Jaković (srb. cr. Дејан Јаковић; Karlovac, 16 luglio 1985) è un calciatore canadese di origini croate, difensore dei Serbian White Eagles.

## Carriera

### Club
Nato in Jugoslavia a Karlovac, all'età di sei anni si trasferisce con la famiglia a Toronto a causa della guerra in Croazia. Frequenta la University of Alabama at Birmingham dove entra nella squadra di calcio universitaria mettendo in mostra buone doti.
Nel giugno del 2008 viene ingaggiato dalla Stella Rossa di Belgrado, dove, non riuscendo a trovare spazio ritorna in Nord America, nel D.C. United.
Il 30 gennaio 2018 fa ritorno in Major League Soccer firmando con i Los Angeles FC.

### Nazionale
Tra il 2008 ed il 2018 ha totalizzato complessivamente 41 presenze ed una rete con la maglia della nazionale canadese.

## Palmarès

### Competizioni nazionali
- U.S. Open Cup: 1

DC United: 2013
- Campionato NASL II: 1

New York Cosmos: 2016
- MLS Supporters' Shield: 1

Los Angeles FC: 2019